# Dynamisch-mechanische Analyse

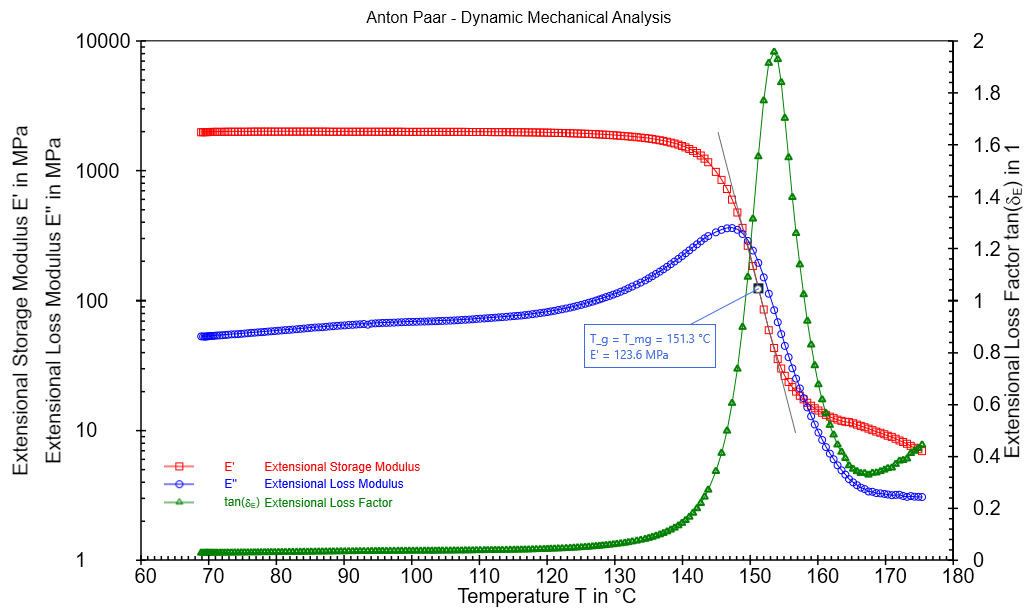
Typisches DMA Thermogramm eines amorphen Thermoplasten (Polycarbonat) gemessen im Dual-Cantilever Deformationsmodus mit einer Messfrequenz von 1 Hz und einer Heizrate von 2 K/min. Die Glasübergangstemperatur, bestimmt gemäß ISO 6721-11, beträgt 151,3 °C.

Die dynamisch-mechanische Analyse (DMA) ist eine Messmethode zur Bestimmung der rheologischen Eigenschaften von Kunststoffen.

## Prinzip
Die dynamisch-mechanische Analyse unterwirft die zu untersuchende Probe in Abhängigkeit von Zeit und/oder Frequenz und/oder Temperatur einer sich zeitlich ändernden, mechanischen Beanspruchung – meist in der Form einer Sinuskurve. Dadurch verformt sich die Probe mit gleicher Periode. Gemessen werden die Kraftamplitude, die Verformungsamplitude sowie die Phasenverschiebung Δ {\displaystyle \phi } zwischen dem Kraft- und dem Verformungssignal.
Als Ergebnis liefert die dynamisch-mechanische Analyse den komplexen Modul der Probe. Voraussetzung dafür ist, dass die Probe in keinem Fall außerhalb des linearelastischen Bereiches (Hookescher Bereich) belastet wird.

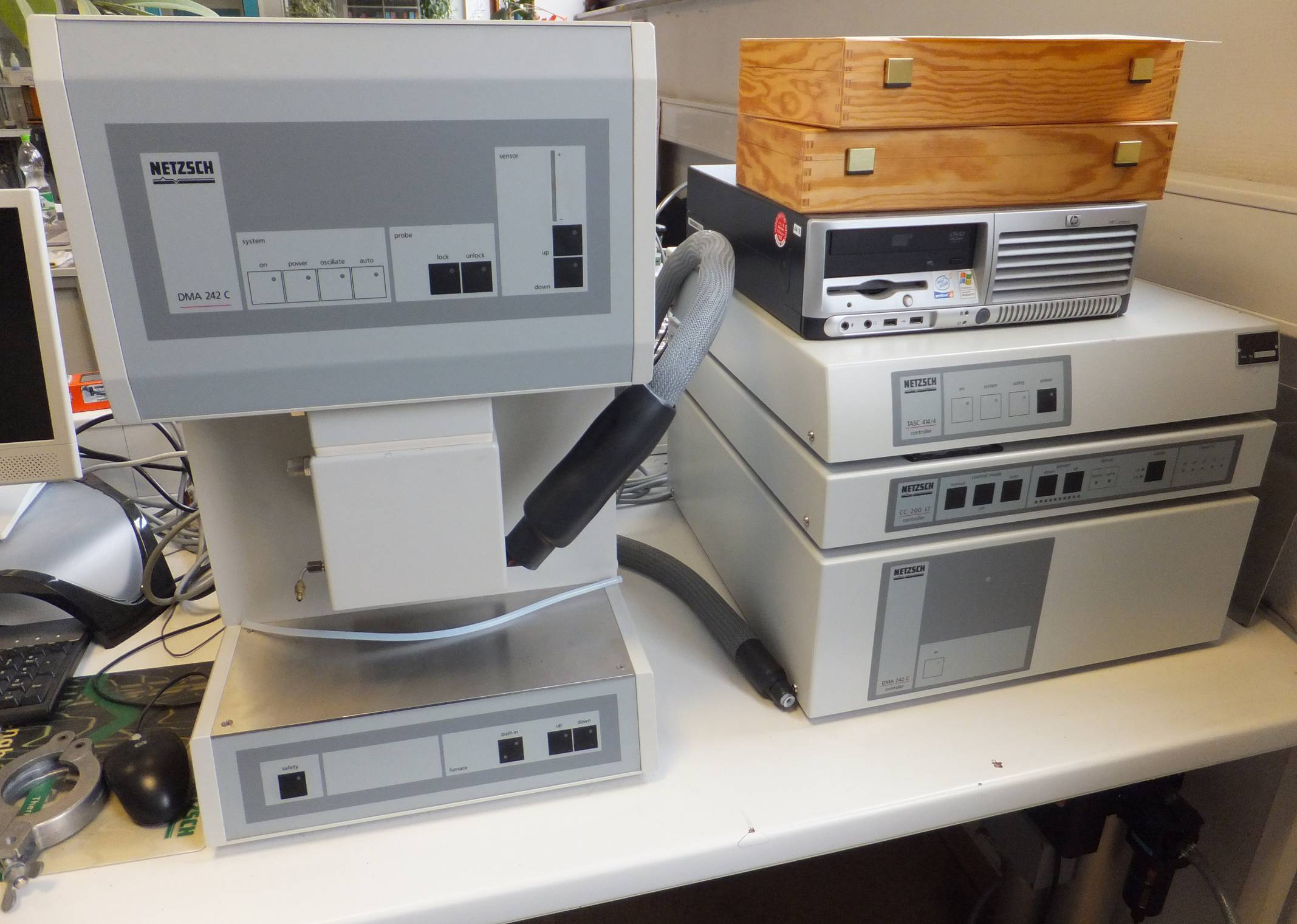
DMA-Gerät der Firma Netzsch

## Aussagen
Es werden drei grundsätzlich verschiedene Verhaltensweisen der Probe unterschieden:
- Rein elastische Proben reagieren verzögerungsfrei auf die angelegte Kraft, der Phasenwinkel {\displaystyle \phi } = 0. Sie schwingen verlustfrei.
- Rein viskose Proben erreichen ihr Deformationsmaximum im Nulldurchgang der Kraft. Für sie beträgt deshalb der Phasenwinkel {\displaystyle \phi =\pi /2} (90°). Sie wandeln die Anregungsenergie vollständig in Wärme um.
- Viskoelastische Materialien zeichnen sich dadurch aus, dass die Verformung der Probe mit einer gewissen Verzögerung der einwirkenden Kraft folgt. Für den Phasenwinkel Δ {\displaystyle \phi } gilt deshalb {\displaystyle 0<\phi <\pi /2}. Je größer der Phasenwinkel, desto ausgeprägter ist die Dämpfung der Schwingung.

## Anwendung
Die DMA erlaubt u. a. die Bestimmung von:
- viskoelastischen Materialeigenschaften, beispielsweise Moduln und den Verlustfaktor tan ({\displaystyle \delta })
- Temperaturen, welche das viskoelastische Verhalten charakterisieren,
- Dämpfung
- speziell der Glasübergangstemperatur, für die die DMA die empfindlichste Methode darstellt
- dem Aushärteverhalten von Harzen
- dem frequenzabhängigen mechanischen Verhalten von Materialien
- Bestimmung des Kriech- und Relaxationsprozesses bei entweder konstanter Kraft oder konstanter Verformung

Die DMA kann in verschiedenen Messanordnungen eingesetzt werden. Üblich sind die Zug- und Kompressionsanordnung sowie 3-Punkt-Biegung und rotierende Scherung.